# Katsutoshi Naito
Katsutoshi Naito (内藤克俊?, Naito Katsutoshi; 25 febbraio 1895 – 27 settembre 1969) è stato un lottatore giapponese, specializzato nella lotta libera.

## Palmarès

### Olimpiadi
- Bronzo a Parigi 1924 nei pesi piuma.